# Кротерс, Роуэн
Роуэн Кротерс (англ. Rowan Crothers; род. 24 октября 1997, Госфорд, Новый Южный Уэльс) ― австралийский параспортсмен, пловец вольным стилем. Чемпион Паралимпийских игр 2020 в Токио.

## Биография и спортивная карьера
Кротерс родился на 15 недель раньше срока 24 октября 1997 года в Госфорде на центральном побережье Нового Южного Уэльса. Его недоношенность привела к развитию церебрального паралича и бронхолёгочной дисплазии (хроническое заболевание лёгких). У него лёгкая спастическая диплегия, он плавает в соответствии с классификациями S10, SB9, SM10 Международного паралимпийского комитета (МПК). В настоящее время он является членом плавательного клуба Yeronga Park Swim Club, его тренирует Рик Ван Дер Зант.
Роуэн является членом объединённой австралийской команды по плаванию на Играх Содружества 2014 года и австралийской команды паралимпийского плавания на Парапанпаках 2014 года. Он также является послом молодёжи.для Лиги церебрального паралича Квинсленда. Кротерс в настоящее время живёт в Муруке на южной стороне Брисбена и изучает степень бакалавра по связям с общественностью и коммуникациям в Университете Гриффита .
Кротерс дебютировал в международном плавании в 13 лет на Играх в Арафуре 2011 года, где он завоевал бронзовую медаль в заплыве на 400 м MC вольным стилем среди мужчин и побил 4 национальных рекорда Австралии по возрасту в соревнованиях по плаванию на 50, 100, 200 и 400 метров вольным стилем. Классификация S9.
С тех пор он стал претендовать на S9 Австралийских национальных возрастных рекордов по фристайлу в возрасте 13, 14, 15 и 16 лет на дистанциях 50, 100, 200 и 400 метров вольным стилем. На чемпионате Австралии по короткой воде 2013 года побила мировой рекорд S9 среди мужчин на дистанции 400 метров вольным стилем. Затем он продолжил это на чемпионате Австралии по плаванию в 2014 году, дважды побив мировые рекорды в 100 м вольным стилем S9, а затем побив S9 на 200 м вольным стилем WR. Помимо установления этих новых рекордов, Роуэн прошла квалификацию Команда Австралийских Игр Содружества по плаванию 2014 года.
Церебральный паралич Крозера влияет на эффективность его удара ногой, и он постоянно работал над совершенствованием стиля движения, чтобы максимально использовать силу ног и координацию, которые у него есть.
Он был реклассифицирован с S9 до S10 перед Паралимпийскими играми в Рио-де-Жанейро в 2016 году, и это было серьёзным решением.
Кротерс участвовал в Паралимпийских играх в Рио-де-Жанейро в 2016 году. Участвовал в четырёх дисциплинах и в каждом вышел в финал. Занял пятое место в мужском вольном стиле 4 × 100 м (34 очка), шестое в мужском вольном стиле на 400 м S10, пятое в мужском 100-метровом вольном стиле S10 и шестое в мужском вольном стиле на 50 м S10.
На чемпионате мира по плаванию в 2019 году он выиграл бронзовые медали в мужских соревнованиях на 50 и 100 метров вольным стилем S10.
На Паралимпиаде 2020 в Токио Кротерс стал чемпионом в дисциплине 50 м вольным стилем S10.

## Награды и звания
- Лучший спортсмен-новичок 2009 года — Ассоциация спортивных виллис и инвалидов
- 2009/10 Региональный финалист Северо-Запада — Премия Quest Youngstar в спорте
- Самый прогрессивный спортсмен среди юниоров 2010 года — Ассоциация спортивных виллис и инвалидов
- 2010/11 Северо-Западный региональный финалист — Премия Quest Youngstar в спорте
- 2010 Рой Фаулер Лучший пловец — Чемпионат Квинсленда по плаванию AWD
- Лучший юный спортсмен 2011 года — Ассоциация спортивных виллис и инвалидов
- Пловец чемпионата штата по плаванию в нескольких классах 2011 г. — Плавание Квинсленда
- 2011/12 Региональный победитель Северо-Запада — Премия Quest Youngstar в области спорта
- 2012 Пловец чемпионата штата Мэтт-Стейт по плаванию в нескольких классах — плавание Квинсленда
- Получатель гранта Программы развития молодёжи РГБ 2013
- Пловец с инвалидностью из Ассоциации плавания Брисбена, 2013 г.
- Премия президента Брисбенской ассоциации плавания в сезоне 2013/14 (трофей Глена Бигга)
- Спортсмен года среди юниоров и взрослых мужчин 2014 года — Ассоциация спортивных виллис и инвалидов
- 2017 — Пловец года по Паралимпийской программе Австралии по плаванию.